# Alfred Duvaucel
Alfred Duvaucel (* 4. Februar 1793 in Bièvres (Essonne); † August 1824 in Madras, Indien) war ein französischer Naturforscher. Er war der Stiefsohn von Georges Cuvier.

## Seine Reisen in Südasien

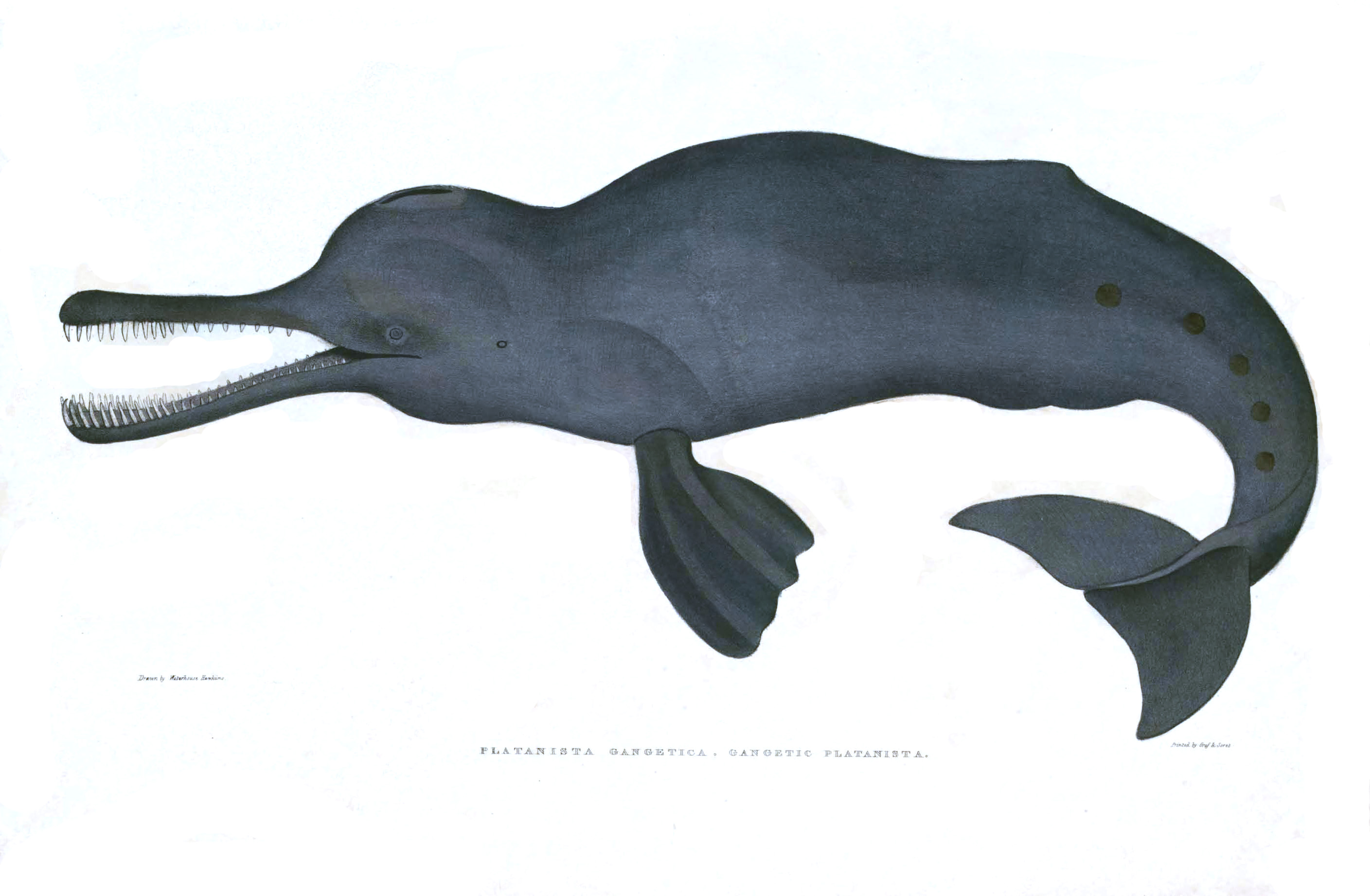
Zeichnung eines Gangesdelfins von Benjamin Waterhouse Hawkins, 1834

Im Dezember 1817 brach er nach Indien auf und kam im Mai 1818 in Kalkutta an, wo er sich mit Pierre-Médard Diard traf. Zusammen fuhren sie zur ehemaligen Handelsstation der Französischen Ostindienkompanie Chandernagore weiter, wo sie anfingen, Tiere und Pflanzen für das Pariser Muséum national d’histoire naturelle zu sammeln. Sie heuerten Jäger an, die ihnen täglich lebende und tote Exemplare brachten, die sie beschrieben, zeichneten und klassifizierten. Sie gingen auch selbst zur Jagd und erhielten Objekte von naturkundlichem Interesse von lokalen Rajas. Im Garten ihres angemieteten Grundstücks zogen sie einheimische Pflanzen und hielten Wasservögel in einem Becken. Im Juni 1818 schickten sie die erste Lieferung nach Paris, die unter anderem ein Skelett eines Gangesdelfin, den Kopf eines tibetischen Rinds, einige Arten wenig bekannter Vögel, mineralische Proben und eine Zeichnung eines Malaysischen Tapirs enthielt, die sie in der Menagerie des britischen Generalgouverneurs Hastings von einem dort gehaltenen Exemplar angefertigt hatten. Darauf folgende Lieferungen enthielten eine lebende junge Kaschmirziege, Fasane und verschiedene Vögel.
Im Dezember 1818 lud Thomas Stamford Raffles sie ein, ihn auf seinen Reisen zu begleiten und ihre Sammlungen an den Orten fortzusetzen, die er offiziell aufsuchen musste. Er bot ihnen an, eine Menagerie in seiner Residenz in Bencoolen einzurichten. Sie verständigten sich darauf, die zoologische Sammlung zu teilen und brachen Ende Dezember auf. In Pulau Pinang sammelten sie zwei neue Fischarten und einige Vögel. In Achem sammelten sie nur ein paar Pflanzen, Insekten, Vögel, Schlangen, Fische und zwei Hirsche. In Malakka kauften sie einen Bär, einen Argusfasan und einige Vögel. In Singapur beschafften sie einen Dugong, von dem sie Zeichnungen und eine Beschreibung anfertigten, die Raffles an die Royal Society schickte und die 1820 in England veröffentlicht wurden. Nach ihrer Ankunft in Bencoolen nahm Raffles den größten Teil ihrer Sammlung in Beschlag und überließ ihnen Kopien ihrer Zeichnungen, Beschreibungen und Notizen. Duvaucel und Diard verabschiedeten sich, schickten ihren Anteil in ein Depot nach Kalkutta und trennten sich anschließend.

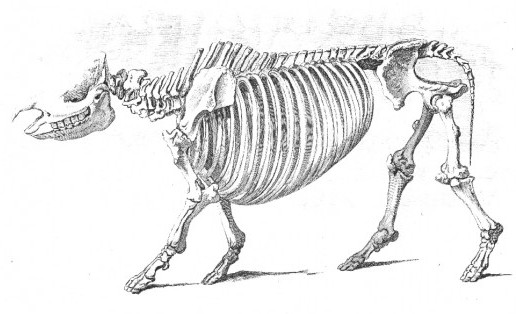
Zeichnung eines Skeletts eines Sumatra-Nashorns, 1821

Duvaucel reiste nach Padang, wo er noch einige Monate unterwegs war und Exemplare des Malaysischen Tapirs, Sumatra-Nashorn, mehrere Affen, Reptilien und Hirsche sammelte. Er kam mit 14 Kisten voller ausgestopfter Tiere, Skelette, Felle und einigen lebenden Affen in Kalkutta an.
Duvaucel kehrte nach Chandernagore zurück und machte von dort aus einige Exkursionen. Im Juli 1821 schiffte er sich auf den Fluss Hooghly ein, besuchte die Städte Hooghly und Guptipara und fuhr weiter über den Ganges bis Dacca. Von dort aus reiste er nach Sylhet und bemühte sich um die Erlaubnis eines Häuptlings der Khasi, die nördlich von Sylhet gelegenen Berge von Cossya (Khasi-Berge) und Gentya (Jaintia-Berge) zu erforschen (heutiger indischer Bundesstaat Meghalaya). Im Dezember kehrte er mit einer großen zoologischen Sammlung nach Kalkutta zurück, aber litt seither unter dem Dschungelfieber. Dennoch hatte er vor, im September 1822 nach Tibet zu reisen. Aber aufgrund politischer Umstände erhielt er keine Genehmigung, in Tibet einzureisen und musste seine Reisen auf die Territorien von Benares in Bengalen beschränken. Er hätte zwar auch nach Kathmandu in „Nepaul“ reisen können, aber ob er tatsächlich dort war, ist nicht belegt.
Duvaucel starb im August 1824 in Madras. Erst im April 1825 wurde ein Nachruf veröffentlicht.
Zehn Jahre nach seinem Tod waren in Frankreich Gerüchte in Umlauf, dass er von einem Tiger zerfleischt wurde.

## Veröffentlichungen
Im Februar 1820 veröffentlichte die Asiatick Society in Kalkutta einen von Duvaucel und Diard gemeinsam verfassten Artikel «Sur une nouvelle espèce de Sorex – Sorex Glis» einschließlich einer Zeichnung eines Spitzhörnchens.
Nach Duvaucels Rückkehr aus Sylhet veröffentlichte die Asiatick Society seinen Artikel „On the Black Deer of Bengal“ mit seiner Zeichnung einer Hirschart, die Duvaucel in Bengalen, Sumatra und in den Bergen nördlich von Sylhet beobachtet hatte.

## Duvaucels Vermächtnis

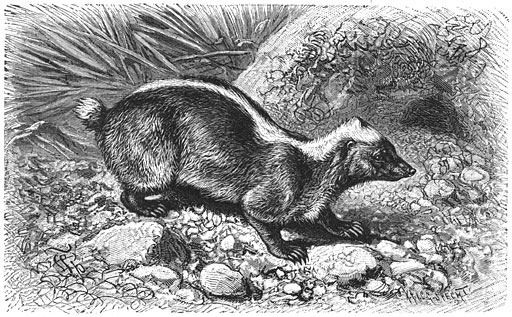
Zeichnung eines Sunda-Stinkdachs

Das Pariser Museum für Naturgeschichte erhielt nahezu 2000 Tiere, die Duvaucel und Diard während ihrer Reisen in Sumatra und Java in etwas mehr als einem Jahr gesammelt haben. Ihre Lieferungen umfassten 88 Arten von Säugetieren, 630 Arten von Vögeln, 59 Arten von Reptilien und enthielten ausgestopfte Tiere, Felle, Skelette, Zeichnungen und Beschreibungen von Sumatra-Nashorn, Java-Nashorn, Schabrackentapir, Gibbons, Schlank- und Stummelaffen, zwei bis dahin unbekannte Arten von Flughunden, Spitzhörnchen, Skunks, Binturong und Malaienbär. Erstbeschreibungen von einigen dieser Arten wurden von französischen Zoologen veröffentlicht, die im Museum arbeiteten. Anselme Gaëtan Desmarest beschrieb den Schabrackentapir im Jahr 1819; den Sunda-Stinkdachs und Paradoxurus hermaphroditus bondar, eine Unterart des Fleckenmusang im Jahr 1820; das Malaiische Schuppentier, das Nacktfußwiesel und die Art Semnopithecus im Jahr 1822.
Im Jahr 1821 veröffentlichte Raffles Beschreibungen der Arten, die Duvaucel und Diard gemeinsam in Sumatra gesammelt haben, einschließlich Erstbeschreibungen von Malaienbär, Binturong, Krabbenesser, Sumatra-Langur, Siamang, Silbernem Haubenlangur, Großer Bambus-Ratte, Großem Spitzhörnchen und Blassem Riesenhörnchen.
Unter den vielen Zeichnungen, Skeletten, Fellen und anderen Körperteilen von Tieren, die Duvaucel an das Museum für Naturgeschichte schickte, befanden sich auch Kopf, Fell und Pfoten eines bis dahin in Europa gänzlich unbekannten Tieres aus den Bergen nördlich von Indien, das Frédéric Cuvier 1825 als Ailurus fulgens beschrieben hat.

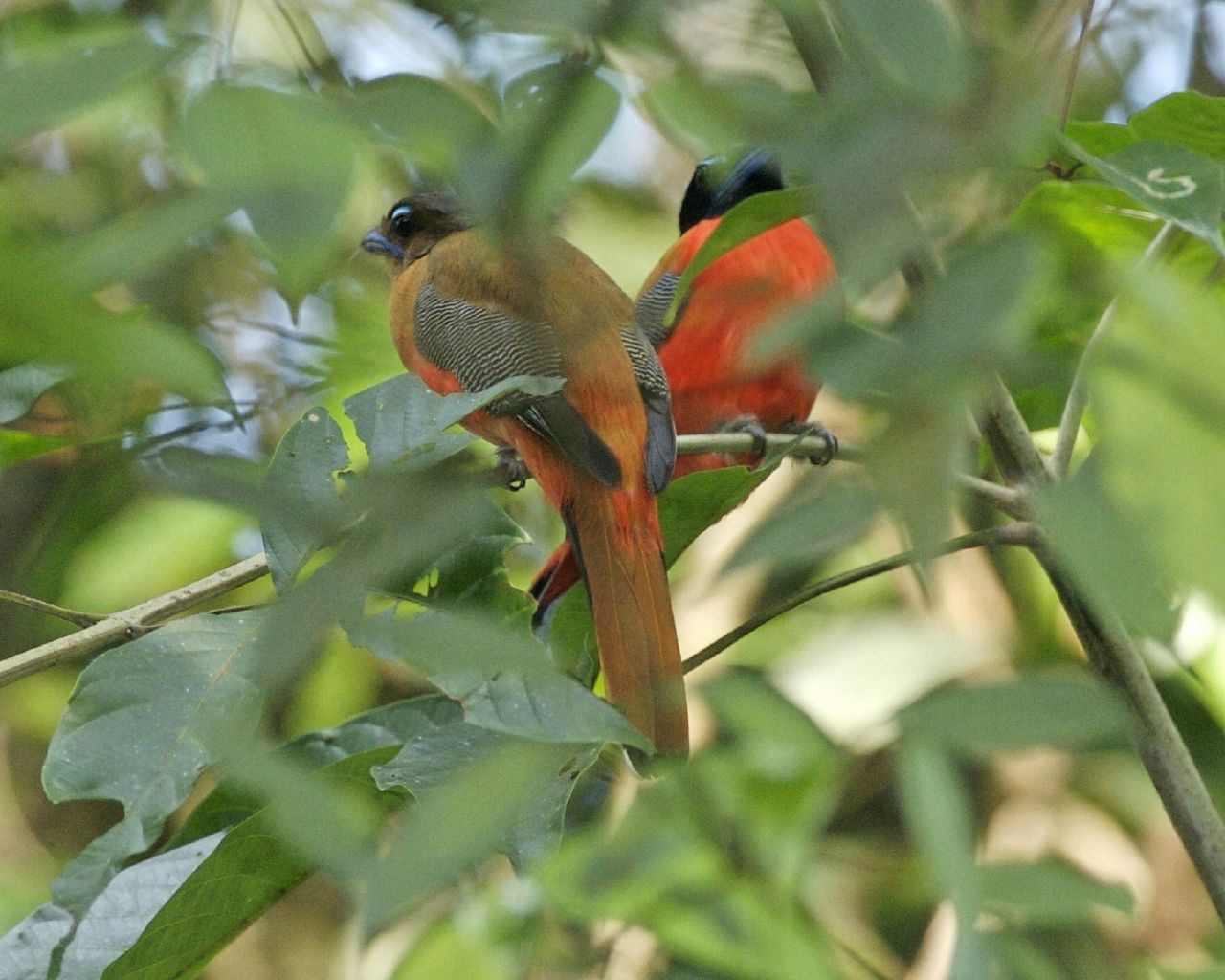
Harpactes duvaucelii Trogon

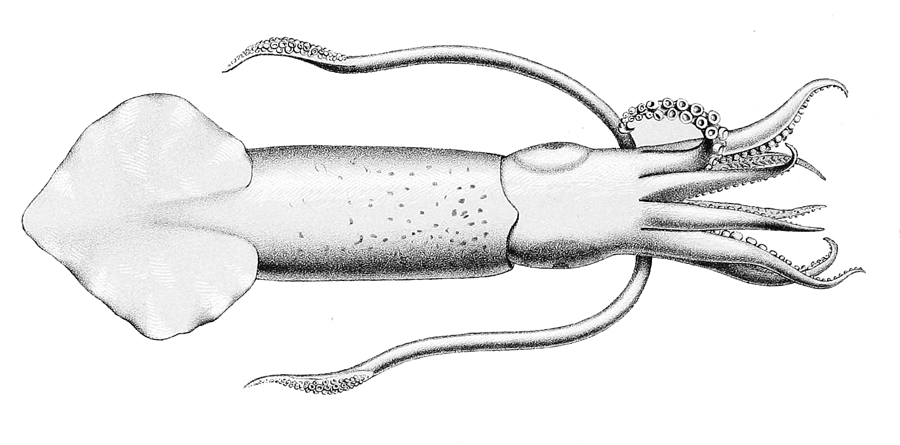
Zeichnung des Tintenfischs Uroteuthis duvauceli

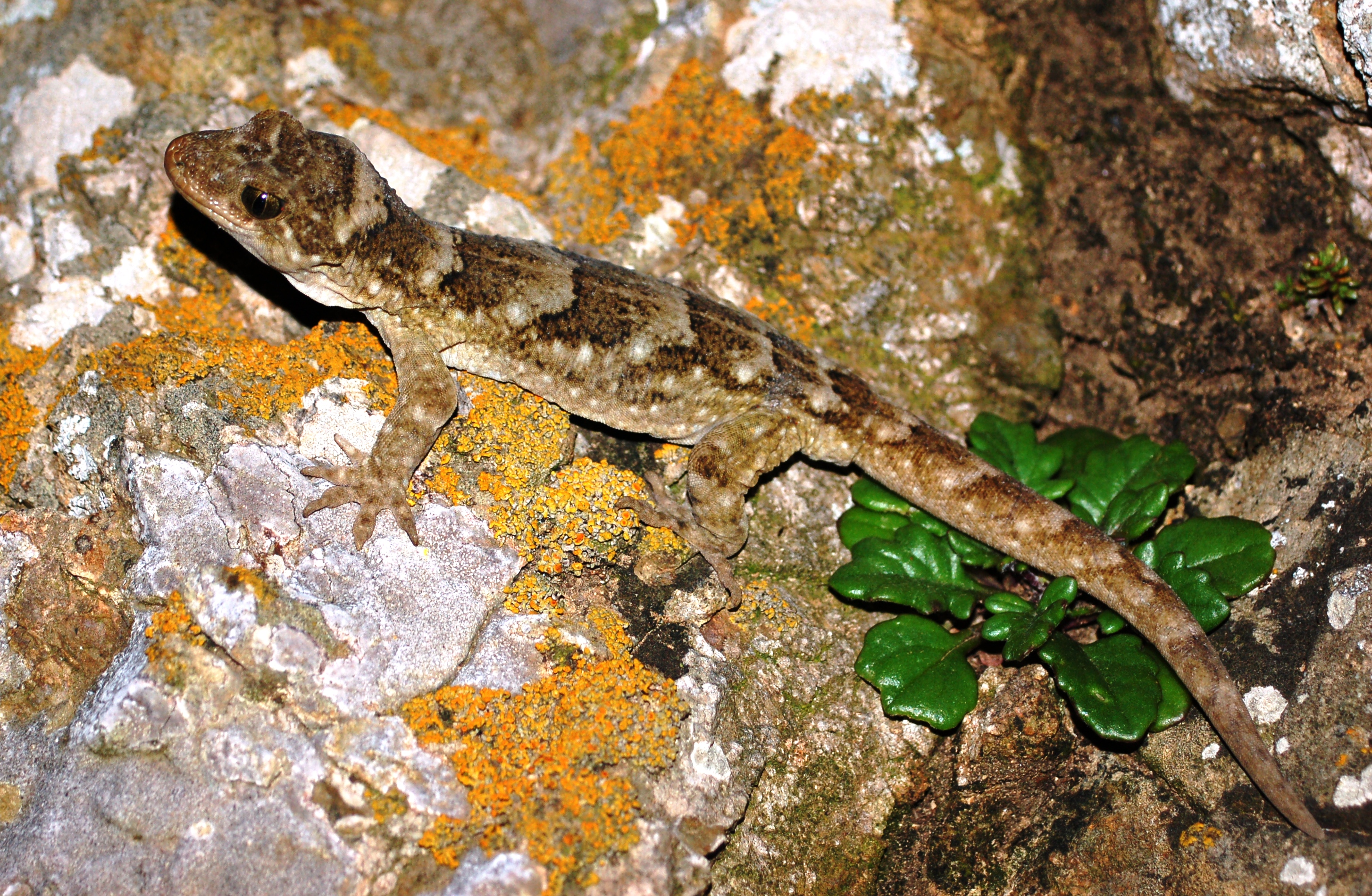
Duvaucels Gecko

In Gedenken an Alfred Duvaucel wurden wissenschaftliche Namen einiger Arten vergeben:
- Barasingha Cervus duvaucelii – 1823 von Georges Cuvier beschrieben;
- Rotbürzeltrogon Harpactes duvaucelii – 1824 von Coenraad Jacob Temminck beschrieben;
- Flußkiebitz Vanellus duvaucelii – 1826 von René Primevère Lesson beschrieben;
- der Tintenfisch Loligo duvaucelii syn. Uroteuthis duvauceli – 1835 von Alcide d’Orbigny beschrieben;
- der Goral Naemorhedus duvaucelii – 1827 von Charles Hamilton Smith beschrieben ist synonym mit Naemorhedus goral, 1825 von Thomas Hardwicke beschrieben;[14]
- Pachysoma duvaucelii, eine Unterart der Kurznasen-Flughunde – 1828 von Isidore Geoffroy Saint-Hilaire beschrieben;
- der Falter Psichotoe duvauceli – 1829 von Jean Baptiste Boisduval beschrieben;[15]
- Duvaucels Bartvogel Megalaima australis duvaucelii – 1831 von René Primevère Lesson als in Sumatra heimischer Bucco duvauceli beschrieben;[16] 1856 von Thomas Horsfield und Frederic Moore als eine Unterart von Xantholæma duvaucelii eingestuft;[17] von Moore 1859 in Megalaima duvaucelii umbenannt;[18] 1891 von George Ernest Shelley der Art Mesobucco duvauceli untergeordnet;[19] gilt heute als Unterart des Blauwangen-Bartvogels;[20]
- Duvaucels Kuckuck Bubutus duvaucelii – 1831 von Lesson als in Sumatra heimisch beschrieben;[21] 1891 von Shelley der Art Rhinortha untergeordnet;[22]
- Duvaucels Gecko Hoplodactylus duvaucelii – 1836 von André Marie Constant Duméril und Gabriel Bibron beschrieben;
- die indische Honigbiene Macrocera duvaucelii – 1842 von Lepeletier beschrieben ist synonym mit Tetralonia duvaucelii;[23]
- der Süßwasser-Fisch Rohita duvaucelii – 1842 von Achille Valenciennes beschrieben ist ein Synonym des in Indien vorkommenden Osteobrama vigorsii;[24]
- die Barbe Barbus duvaucelii – 1842 von Valenciennes beschrieben ist ein Synonym von Puntius sarana;[25]
- die Barbe Leuciscus duvaucelii – 1844 von Valenciennes beschrieben ist ein Synonym von  Puntius sophore;[26]
- die Nase Chondrostoma duvaucelii – 1844 von Valenciennes beschrieben ist in Gewässern nahe Madras heimisch.[27]
- der Blauwangen-Bartvogel Cyanops duvauceli robinsoni – 1918 von Edward Charles Stuart Baker als in der Malaiischen Halbinsel, Siam und Burma beheimatet beschrieben.[28]